# André Collin (musicien)
Pour les articles homonymes, voir André Collin et Collin.
Ne doit pas être confondu avec André Colin.
André Collin est un musicien belge, violoncelliste, compositeur, pédagogue et directeur de conservatoire, né à Namur le 20 février 1898 et décédé à Woluwe-Saint-Pierre le 12 mai 1975.

## Biographie
André Collin naît à Namur, le 20 février 1898, dans une famille de musiciens. Son père est directeur du Conservatoire de la ville.
C'est au Conservatoire Royal de Bruxelles qu'il fait ses études, remportant les Premiers Prix de violoncelle, d'harmonie, de contrepoint et de fugue. Avec Paul Gilson, il travaille la composition et l'orchestration.
En 1923, il est lauréat du Prix de Rome (belge) de composition musicale.
D'abord professeur au Conservatoire de Namur, il fonde et dirige l'École de Musique d'Auvelais, en 1924.
De 1935 à 1952, il dirige le Conservatoire de Tournai, succédant dans cette charge à Henri Van Hecke.
Parmi ses initiatives, citons l'introduction de la musique symphonique dans le répertoire de l'orchestre, avec un intérêt tout particulier envers les compositeurs contemporains de l'époque : Absil, de Falla, Devreese, Jongen, Ravel, Roussel, Stravinsky. L'orchestre du Conservatoire de Tournai, qu'il dirige, prend part à de nombreuses manifestations auxquelles participent, le pianiste André Dumortier (successeur d'André Collin à la direction du Conservatoire de Tournai), ou le violoniste polonais Ignacy Weissenberg. Certains de ces concerts ont lieu dans des salles prestigieuses comme la salle Henry Le Bœuf du Palais des Beaux-Arts à Bruxelles.
C'est également sous la direction d'André Collin que sont créés, en 1938, les cours de diction, de déclamation et d'art théâtral.
Parallèlement à sa fonction directoriale, il dispensera au Conservatoire de Tournai les cours d'écriture approfondie (contrepoint et fugue). Parmi ses élèves, citons l'abbé Abel Delzenne, directeur de l'École Saint-Grégoire et Maître de Chapelle de la Cathédrale Notre-Dame.
En 1952, il est appelé à la direction du Conservatoire Royal de Mons, fonction qu'il exerce jusqu'à sa retraite, en 1963.
André Collin décède à Woluwe-Saint-Pierre le 12 mai 1975.

## Œuvre

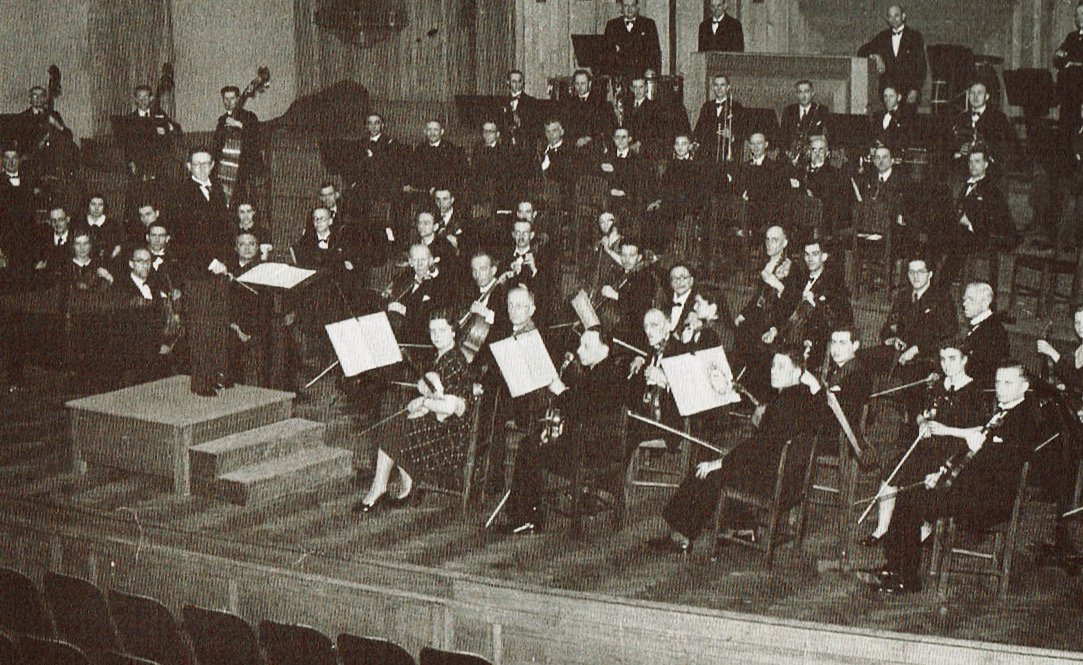
L'orchestre du Conservatoire de Tournai au Palais des Beaux-Arts à Bruxelles, sous la direction d'André Collin (années 1940).

André Collin est l'auteur d'une œuvre musicale dans laquelle l'empreinte de Paul Gilson demeure perceptible.

### Pour orchestre
- Variations symphoniques,
- Sevillana,
- Triptyque maritime,
- Interlude et Danse (1934)

### Œuvres dramatiques
- Le Carillon de Saint-Aubain (ballet)[3].
- Le Nuton (comédie musicale)[4].

### Musique de chambre
- Nocturne pour piano (1928)[5]
- Improvisation pour voix et piano (1927)[5]
- Des pièces pour violoncelle et piano.